# NGC 5346
NGC 5346 ist eine spiralförmige Low Surface Brightness Galaxy vom Hubble-Typ Sc im Sternbild Jagdhunde am Nordsternhimmel. Sie ist schätzungsweise 116 Millionen Lichtjahre von der Milchstraße entfernt und hat einen Durchmesser von etwa 65.000 Lichtjahren. 

Im selben Himmelsareal befinden sich u. a. die Galaxien NGC 5326, NGC 5337, NGC 5353, IC 4336.
Das Objekt wurde am 18. Mai 1881 von Édouard Stephan entdeckt.